# Vêtement en cuir
Le vêtement en cuir puise ses origines dans la préhistoire et a donné à l'époque contemporaine des tenues de motards, d'aviateurs (avec le blouson bomber), ou des tenues de rock stars. Les tenues féminines en cuir furent longtemps associées à l'iconographie de la prostituée et du monde sadomasochiste renvoyant ainsi l'image d'une mode fétichiste et plutôt vulgaire.
Apanage du look rock et sexy, les vêtements en cuir sont souvent considérés comme sulfureux et connotés. Ils se sont répandus dans la mode au début des années 2000.

## Description

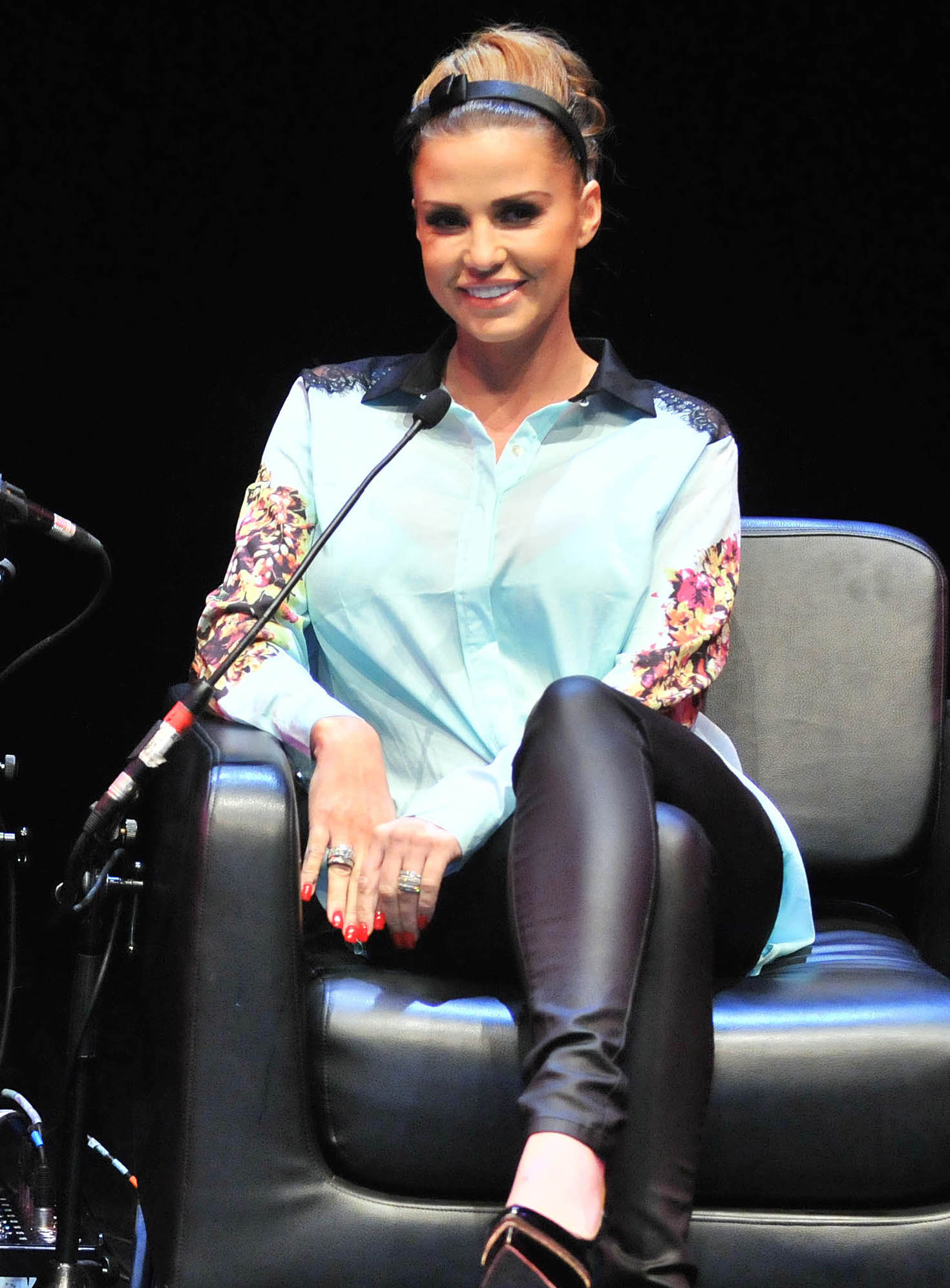
Katie Price dans un legging en cuir (2014)

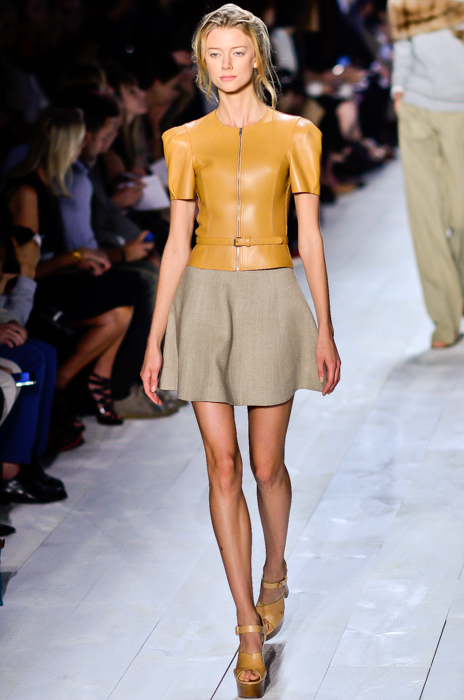
Kelli Lumi présente un top en cuir Michael Kors à la New York Fashion Week printemps été 2014, (Septembre 2013)

Au cours des années 1980 et plus largement dès le début des années 2000, le cuir quitte son univers confiné à des contextes particuliers (motard, aviateurs, bad boys, bad girls,...) et ne se limite désormais plus au seul blouson. Il se porte désormaissous toutes ses formes. On le retrouve notamment dans la fabrication de :

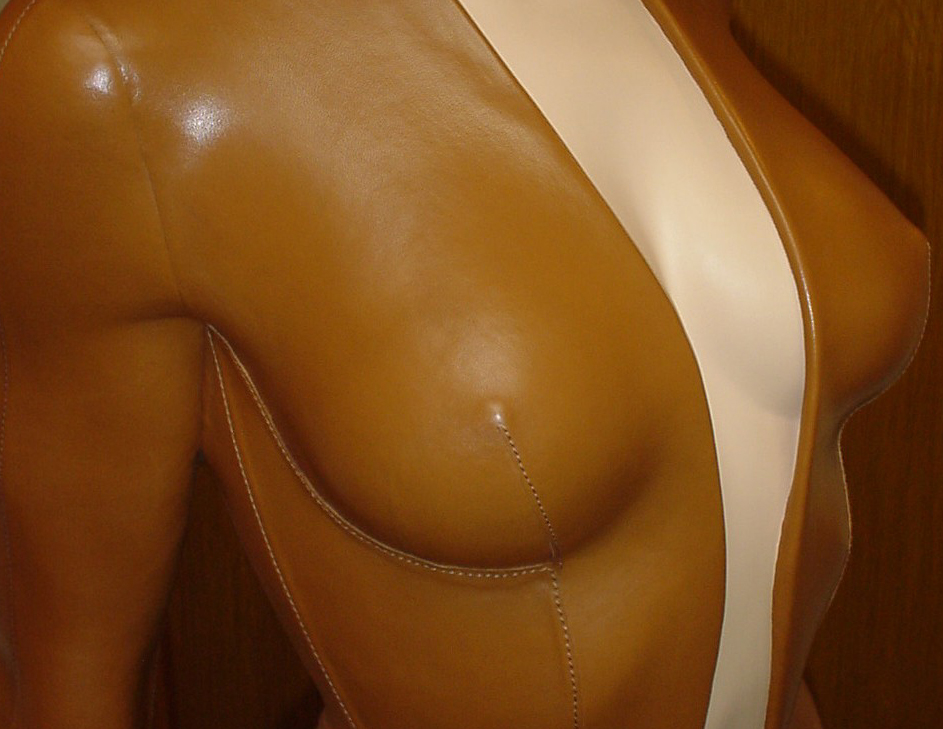
Symbole du vêtement connoté, le cuir est devenu "mainstream" dans les collections de mode depuis la fin des années 1990.

- pantalons, du jean droit à taille basse, au pantalon sophistiqués en coupe taille haute, élargies sur les cuisses, voire plissées pour mettre les hanches en valeur, et raccourcie pour libérer la partie la plus fine de la jambe[5], en passant par les leggings moulants. Marlène Dietrich fut l'une des premières "scandaleuses" à oser dès les années 1940[6] et 1950[7] ce type de vêtement tant connoté (un clin d'œil de Heidi Klum un demi siècle plus tard[8] temoignera du choix avant-gardiste de Marlène). Brigitte Bardot usera également largement de ce vetement de motarde ou rockeuse ultra sexy[9].
- shorts réalisés dans cette matière naturelle et noble ont inspiré les stylistes et célébrités[10] au cours des années 2000/2010. Le short, ou hot pants étant par essence une pièce de garde-robe déjà osée, le cuir lisse ou parfois suédé, va en doper le look rock[11].
- jupes, de la jupe crayon sohistiquée[12] à la minijupe. Réputée rock et sexy, la jupe en cuir (ou faux-cuir) longtemps attribut exclusif des femmes les plus extraverties ou des contextes très spécifiques (clubwear ou monde du spectacle) est devenue du dernier chic depuis que la duchesse du Sussex en a fait une de ses pièces fétiches[13]
- hauts de vêtements : crop tops, bustiers, tee-shirts ou chandails
- robes[14], pièce maitresse du "power dressing"[15] de la garde robe des working girls des années 2000/2010[16], les robes en cuir prennent les formes les plus diverses et légères[17] telles que les slip dress de plus en plus produite dans cette matière[18]. Il est désormais impossible de ne plus remarquer ce type de tenue s'inviter quotidiennement sur les plateaux de télévision[19] ou accompagner les sorties des célébrités les plus classiques[20].
- manteaux (souvent une alternative prisée à la controverse de la fourrure)[21]
- la lingerie de cuir associe bon nombre de clichés de la séduction et des fantasmes érotiques. La lingerie devenue encore plus audacieuse dans les collections[22] des stylistes depuis le courant du porno chic au début des années 2000, a trouvé dans l'emploi du cuir, un puissant vecteur du désir, qu'elle exploite assez largement et de manière très decomplexée[23].

Ces vêtements en cuir sont souvent portés en association avec des accessoires également en cuir, comme une ceinture ou des bottes.[réf. nécessaire]